# 邵永福
邵永福為中國清朝武官官員，本籍福建。邵永福於1828年（道光8年）奉旨接替林志忠，於台灣地區擔任台灣水師協副將。而隸屬台灣鎮之下的此官職是台灣清治時期的這階段，全台灣的海防軍事層級最高武將，其統帥三標水營，數千名水師兵勇。
| 前任： 林志忠 | 台灣水師協副將 1828年上任 | 繼任： 謝建雍 |